# Nabłonek jednowarstwowy sześcienny

Nabłonek jednowarstwowy sześcienny – schemat

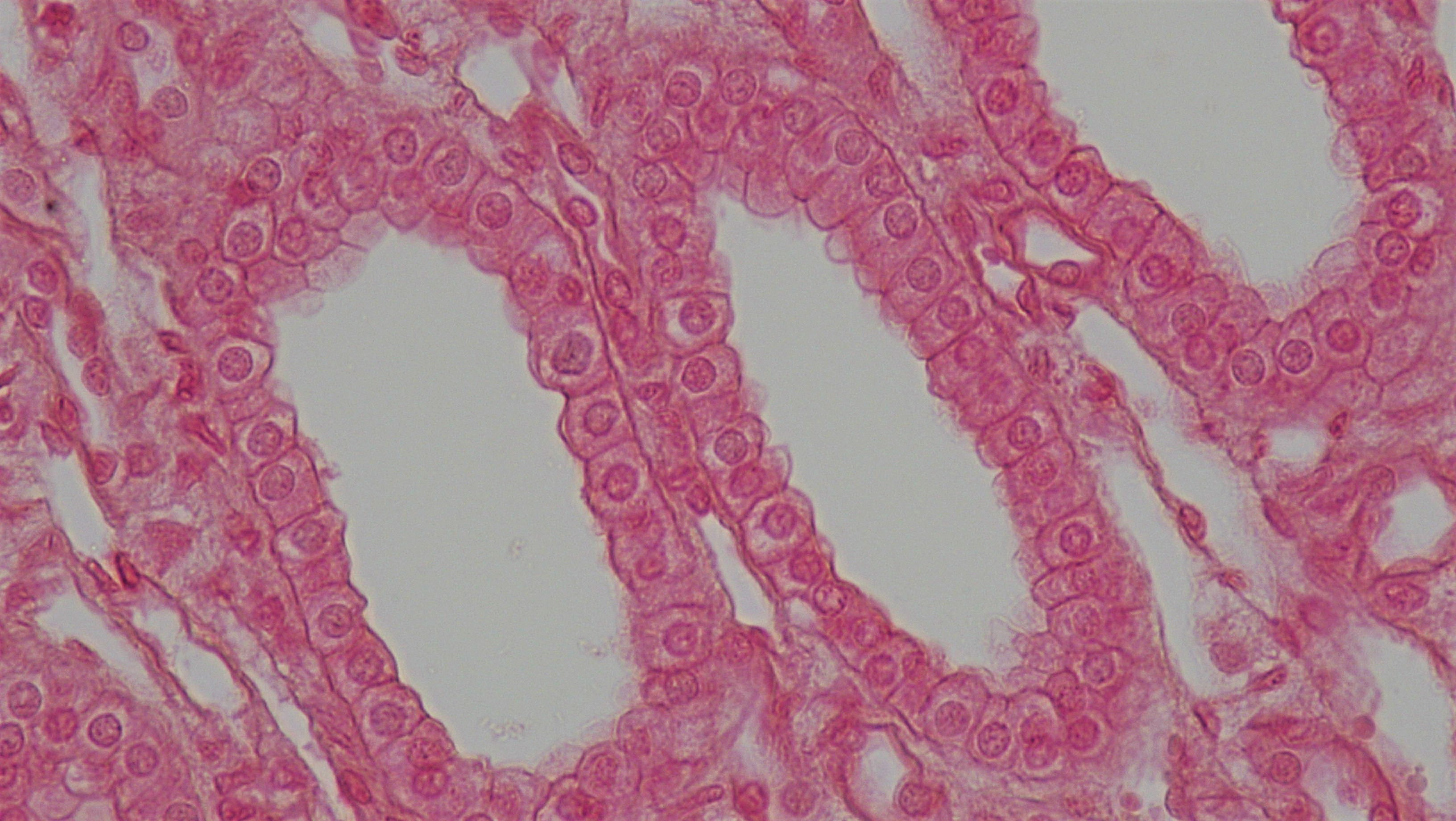
Nabłonek jednowarstwowy sześcienny w kanalikach nerkowych

Nabłonek jednowarstwowy sześcienny, kostkowy, kuboidalny, brukowy, izopryzmatyczny (łac. epithelium simplex cuboideum) – typ nabłonka jednowarstwowego o komórkach mających niemal równą wysokość i szerokość, zbliżonych kształtem do sześcianu. Dzięki większej grubości komórek niż w nabłonku jednowarstwowym płaskim mieści się w nich więcej organelli, które mają ułożenie biegunowe: nad zazwyczaj kulistym jądrem znajdują się pęcherzyki wydzielnicze, aparat Golgiego i siateczka śródplazmatyczna, a poniżej jądra, w części podstawnej komórki – mitochondria (które w przypadku nabłonka transportującego jony są bardzo liczne). 
U wielu bezkręgowców stanowi naskórek, u kręgowców wyścieła przewody wyprowadzające różnych gruczołów wielokomórkowych (np. przewody Wolffa u larw płazów), pęcherzyki tarczycy. U człowieka występuje w kanalikach nerkowych, oskrzelikach końcowych i pęcherzykach płucnych (pneumocyty typu II i III), pęcherzykach tarczycy (czasem zastąpiony jest tu nabłonkiem jednowarstwowym płaskim, który w przeciwieństwie do nabłonka jednowarstwowego sześciennego nie bierze udziału w wydzielaniu hormonów tarczycy), na powierzchni jajnika (nazywany nabłonkiem płciowym; tu również może występować nabłonek jednowarstwowy płaski), na przedniej powierzchni soczewki (zwłaszcza w paśmie pośrodkowym nabłonka soczewki, w obrębie przedniego bieguna).
Nabłonek wyściełający kanaliki nerkowe (a w szczególności kanalik proksymalny) jest przystosowany do aktywnego transportu przezkomórkowego jonów i wody. Wolna powierzchnia komórki, mająca kontakt ze światłem kanalika nerkowego, swobodnie przepuszcza jony, a dla zwiększenia powierzchni absorpcji pofałdowana jest w mikrokosmki tworzące rąbek szczoteczkowy wraz ze znajdującymi się pomiędzy nimi pęcherzykami pinocytarnymi. Dolna, podstawna i boczna część komórek posiada natomiast wgłobienia i pompy sodowe umożliwiające aktywny transport jonów do płynu pozakomórkowego. Pomiędzy wolną a podstawną powierzchnią komórki ma miejsce także transport nazywany transcytozą, polegający na przenoszeniu cząsteczek z otoczenia oraz płynu pozakomórkowego wewnątrz obłonionych pęcherzyków pinocytarnych. 
Oprócz transportu jonów nabłonek jednowarstwowy sześcienny pełni także funkcje wydzielnicze i ochronne. 